# Revolution in Me
Revolution in Me – pierwszy solowy album byłej członkini Sugababes – Siobhán Donaghy wydany w 2003 roku.
Album nie odniósł sukcesu, co doprowadziło do zerwania kontraktu między Donaghy a wytwórnią Island.

## Lista utworów
| Lp. | Tytuł                 | Długość |
| --- | --------------------- | ------- |
| 1.  | "Nothing But Song"    | 3:49    |
| 2.  | "Man Without Friends" | 4:30    |
| 3.  | "Overrated"           | 4:46    |
| 4.  | "Little Bits"         | 5:17    |
| 5.  | "As You Like"         | 4:22    |
| 6.  | "Next Human (XY)"     | 4:26    |
| 7.  | "Suasex"              | 4:28    |
| 8.  | "Twist Of Fate”       | 4:50    |
| 9.  | "Faces"               | 3:48    |
| 10. | "Dialect"             | 4:27    |
| 11. | "Revolution In Me"    | 4:20    |
| 12. | "Iodine"              | 4:25    |

## Single
1. Nothing But Song – Wydany jako vinyl
2. Overrated – UK poz. 18
3. Twist of Fate – UK poz. 52

## B-Side’y
- „Those Anythings”
- „Instances”
- „Thus Far”
- „Don’t Know Why”
- „I’m Glad Your Mine”